# Gargara nokozana
Gargara nokozana är en insektsart som beskrevs av Kato 1928. Gargara nokozana ingår i släktet Gargara och familjen hornstritar. Inga underarter finns listade i Catalogue of Life.